# Rio Branco FC (AC)
Der Rio Branco Football Club, kurz RBFC, oder volkstümlich „großer Stern“ (port: Estrelão) genannt, ist ein brasilianischer Fußballverein aus Rio Branco im Bundesstaat Acre.

## Geschichte
Der Traditionsverein aus der Landeshauptstadt von Acre ist die dominierende Kraft im Fußball des westlichsten Bundesstaates von Brasilien. Mit 45 Meisterschaften ist er mit weitem Vorsprung der Rekordtitelträger. In der nationalen Meisterschaft Brasiliens spielte der Verein von 1989 bis 1991 in der Série B und von 1995 bis 2013 in der Série C. Seit 2014 in der Série D vertreten, der vierten und niedrigsten Liga.
Mit dem Gewinn der Copa Norte 1997 hat der Verein sich erstmals für ein internationales Turnier qualifizieren können, der Copa CONMEBOL, wo er schon in der ersten Runde gegen den kolumbianischen Vertreter Deportes Tolima ausgeschieden ist (siehe: Copa CONMEBOL 1997).
Die Heimspielstätte des RBFC war bis 2006 das Estádio José de Melo, bevor er in die neugebaute Arena da Floresta umgezogen ist, die über ein größeres Fassungsvermögen verfügt.

## Erfolge
Männer:
- Copa Norte: 1997
- Torneio de Integração da Amazônia: 1976, 1979, 1984
- Staatsmeister von Acre (49×): 1919, 1921, 1928, 1935, 1936, 1937, 1938, 1939, 1940, 1941, 1943, 1944, 1945, 1946, 1947, 1950, 1951, 1955, 1956, 1957, 1960, 1961, 1962, 1964, 1971, 1973, 1977, 1979, 1983, 1986, 1992, 1994, 1997, 2000, 2002, 2003, 2004, 2005, 2007, 2008, 2010, 2011, 2012, 2014, 2015, 2018, 2021, 2023

Frauen:
- Staatsmeister von Acre (1×): 2021